# Hermaea olivae
Hermaea olivae är en snäckart som beskrevs av Mcfarland 1966. Hermaea olivae ingår i släktet Hermaea och familjen Stiligeridae. Inga underarter finns listade i Catalogue of Life.